# Jean-Pierre Droz
Jean-Pierre Droz (* 17. April 1746 in La Chaux-de-Fonds, Kanton Neuenburg; † 2. März 1823 in Paris) war ein Schweizer Medailleur, der als Münzmeister in England und Frankreich diente. Droz führte wesentliche Neuerungen in der Prägetechnik ein und schuf zwischen 1780 und 1819 bekannte Münzen und Medaillen.
Jean-Pierre Droz studierte sein Handwerk in Paris, wo er durch ein sogenanntes Probestück, also einen Vorschlag für eine Münzprägung, auffiel: den Ecu de Calonne, den er gestaltete und herstellte, prägte er auf einer selbst konstruierten Prägemaschine. Diese Konstruktion fiel dem britischen Unternehmer Matthew Boulton auf, der gerade die erste dampfmaschinenbetriebene Prägeanstalt der Welt, die Soho Mint, plante. Droz hatte in seiner Konstruktion einige Neuerungen eingebaut. So erfand er die Ringprägung, die es erstmals erlaubte, perfekt runde Münzen mit erhabenem Rand und Randinschriften herzustellen. Während die französische Münze diese Neuerungen ablehnte, übernahm Boulton die Techniken sofort. Zusätzlich engagierte er Droz als Münzmeister seiner neuen Münzanstalt nach England.
Ab 1787 schuf Droz eine große Zahl von Proben für die Soho Mint, die aber zum größten Teil nicht umgesetzt wurden. Lediglich eine Penny-Münze für die Bermudas wurde 1793 in einer größeren Stückzahl produziert. Droz war aber bereits 1791 aus der Firma ausgeschieden, da er Boultons Forderung, Stempel reproduzierbar zu gestalten, nicht nachkommen konnte. Bis 1799 blieb Droz in England und schuf in dieser Zeit eine Reihe weiterer Münzen und Medaillen, die zum Teil sehr beliebt wurden.
1799 nahm Droz eine Stelle als Conservateur des Monnaies et des Médailles im Hauptmünzamt Paris an. In dieser Eigenschaft schuf Droz einige berühmte Medaillen, zum Beispiel zur Krönung Napoleon Bonapartes, und verschiedene Münzen, die ebenfalls bekannt wurden, so zum Beispiel die napoleonischen 20- und 40-Francs-Goldstücke, die er zusammen mit Pierre Joseph Tiolier entwarf.
Als sich sein Augenlicht stark verschlechterte, zog sich Droz 1819 aus dem Berufsleben zurück. 1823 starb er in seiner Wohnung in Paris.

## Künstler-Signaturen der Droz-Münzen
(Signaturen zum Teil mit Zusätzen)
- DROZ
- DR.F.
- D.F.
- I.P.D.
- I.D.
- DROZ F.
- I.P.DROZ F.